# Hans Georg Amsel
Hans Georg Amsel (29 de març de 1905 - 20 d'octubre de 1999) va ser un entomòleg alemany.
Fill d'una família de mestres, va néixer a Bensberg, avui part de la ciutat de Bergisch Glabach. Va doctorar a Berlín el 1933. Es va especialitzar en petits lepidòpters. El 1955 va ser nomenat com el primer cap del nou departament entomològic del Museu de l'Estat d'Història Natural de Karlsruhe (SMNK – Staatliches Museum für Naturkunde) on va romandre fins a jubilar-se el 1973.
Amsel va descriure prop de vint-i-sis espècies i gèneres de lepidòpters diferents. El 1964 va publicar el primer volum de la col·lecció Microlepidoptera Palaearctica, obra que avui ja té deu volums i que ha esdevingut un clàssic.
Fora de l'entomologia, va publicar ja el 1965 un assaig sobre una societat senze diner metàl·lic com a solució contra la criminalitat. Si en aquesta època es pot considerar una idea visionària, també va col·laborar amb publicacions de la ultradreta Die Bauernschaft, el mensual de dreta extrema Staatsbriefe i la revista pseudocientífica Neue Anthropologie de l'Associació per a l'antropologia biològica, eugenetica i recerca del comportament (Gesellschaft für biologische Anthropologie, Eugenik und Verhaltensforschung) que propaga les idees en la tradició de l'antropologia nacionalsocialista.
El 1980 va rebre la Medalla Fabricius de la Societat alemanya d'entomologia general i aplicada (DGaaE, Deutsche Gesellschaft für allgemeine und angewandte Entomologie).

## Obres destacades
- Microlepidoptera Palaearctica (1964-…)

## Espècies i gèneres enregistrats
- Agdistis adenensis
- Ananarsia
- Ascalenia eremella
- Aureopteryx
- Autophila einsleri
- Bagdadia irakella
- Bifalculina
- Bifalculina argentipunctalis
- Bifascia
- Bifascia yemenella
- Cnephasia palestinensis
- Cosmopterosis
- Cosmopteryx formosa
- Elachista jerichoella
- Elachista nuraghella
- Eretmocera arabica
- Eretmocera bradleyi
- Euxanthis meincki
- Euxanthis subflavana
- Gypsonoma obraztsovi
- Katja
- Munroeodes
- Ommatopteryx congruentella
- Praekatja
- Pygmaeotinea crisostomella
- Pyralosis